# E-SOLAR
株式会社E-SOLAR（イー・ソーラー）は、愛媛県松山市に本社を置く太陽光パネルメーカー。台湾の太陽電池基板メーカーの旭晶能源科技と広島県の太陽光パネル販売メーカーのウエストホールディングスが合弁で設立した。
2012年7月に松山工場が操業を開始し太陽光パネルの製造を開始した。今後は、2015年頃の稼動を目指して松山市内に第2工場を建設する予定である。

## 事業所
- 松山工場 - 愛媛県松山市西垣生町1800-2

## 沿革
- 2011年11月 - 旭晶能源科技とウエストホールディングスが出資し、株式会社E-SOLAR（本社:東京都）を設立。
- 2012年3月 - 愛媛県松山市に本社を移転。
- 2012年7月 - 松山工場の操業開始[2]。